# Utetes perkinsi
Utetes perkinsi är en stekelart som först beskrevs av David Timmins Fullaway 1950. 
Utetes perkinsi ingår i släktet Utetes och familjen bracksteklar. Inga underarter finns listade i Catalogue of Life.